# Шмидт, Макс (художник)
Макс Шмидт (нем. Max Schmidt, 1818—1901) — немецкий живописец-пейзажист.

## Биография
Макс Шмидт родился 23 августа 1818 года в столице Германии городе Берлине.
Обучался искусству рисования в Берлинской академии художеств, затем совершенствовался в мастерских Карла Бегаса, Карла Крюгера (нем. Carl Wilhelm August Krüger) и Вильгельма Ширмера. 

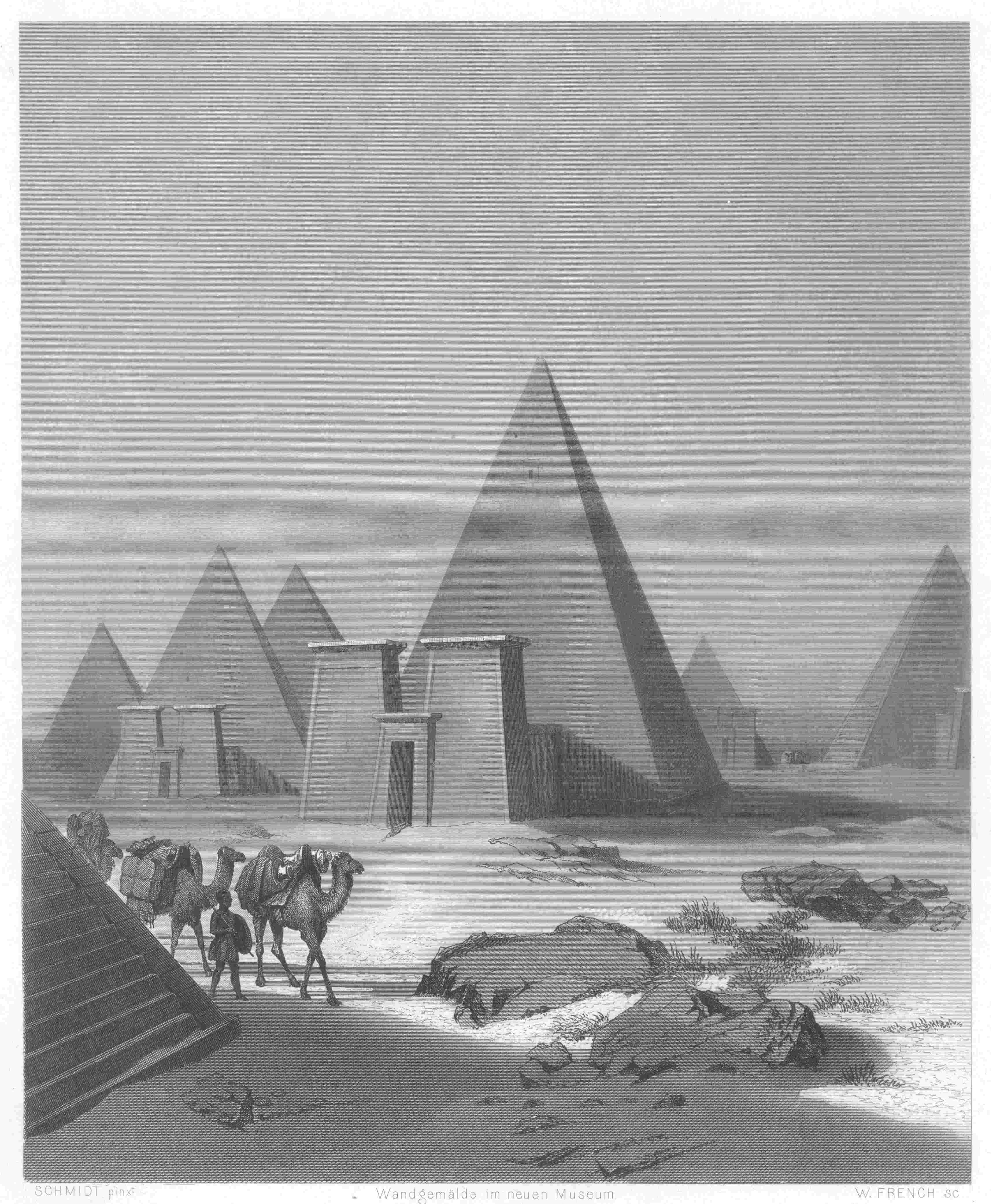
Одна из египетских зарисовок Шмидта

В 1843—44 гг. сопровождал графа Пурталеса в его поездке на Восток, в 1847—53 гг. посетил Южную Германию и совершил путешествие по Италии, на Ионические острова и в Прованс.
До 1855 года Шмидт он писал почти исключительно южные ландшафты в романтически-идеалистическом стиле, в светлых, гармоничных тонах, но потом стал брать мотивы из северной природы и стремиться передавать её верно с действительностью и вместе с тем сообщать ей поэтичную прелесть удачно выбранным идиллическим мотивом и приветливым освещением.
В Новом берлинском музее им написано несколько стенных картин, изображающих идеализированные виды Египта и Греции.
В 1868 году он получил место профессора ландшафтной живописи в веймарском училище изящных искусств, но в 1872 году перешёл на такую же должность в Кёнигсбергскую академию художеств, в которой и служил до конца своей жизни. С 1874 по 1880 и вновь с 1890 по 1901 год занимал пост заместителя директора этой академии.
После переселения своего в Кенигсберг он нарисовал ряд картин для инстербургской гимназии, изображающих ландшафтные сцены из «Одиссеи», и занимался изучением побережья Балтийского моря и лесов Восточной Пруссии — местностей, которые в последние двадцать лет его деятельности доставляли сюжеты для его картин.
Макс Шмидт скончался 8 января 1901 года в городе Кёнигсберге.
Наиболее известные произведения Шмидт — «Лес и горы» (1868), «Вид на Шпре в знойную погоду» (1868), «Vom Fels am Meer», «Сырой летний день», «Вереск» (1888), «Северно-немецкое охотничье поле» (1894) и «Песчаная дюна при солнечном свете» (1895).

## Галерея

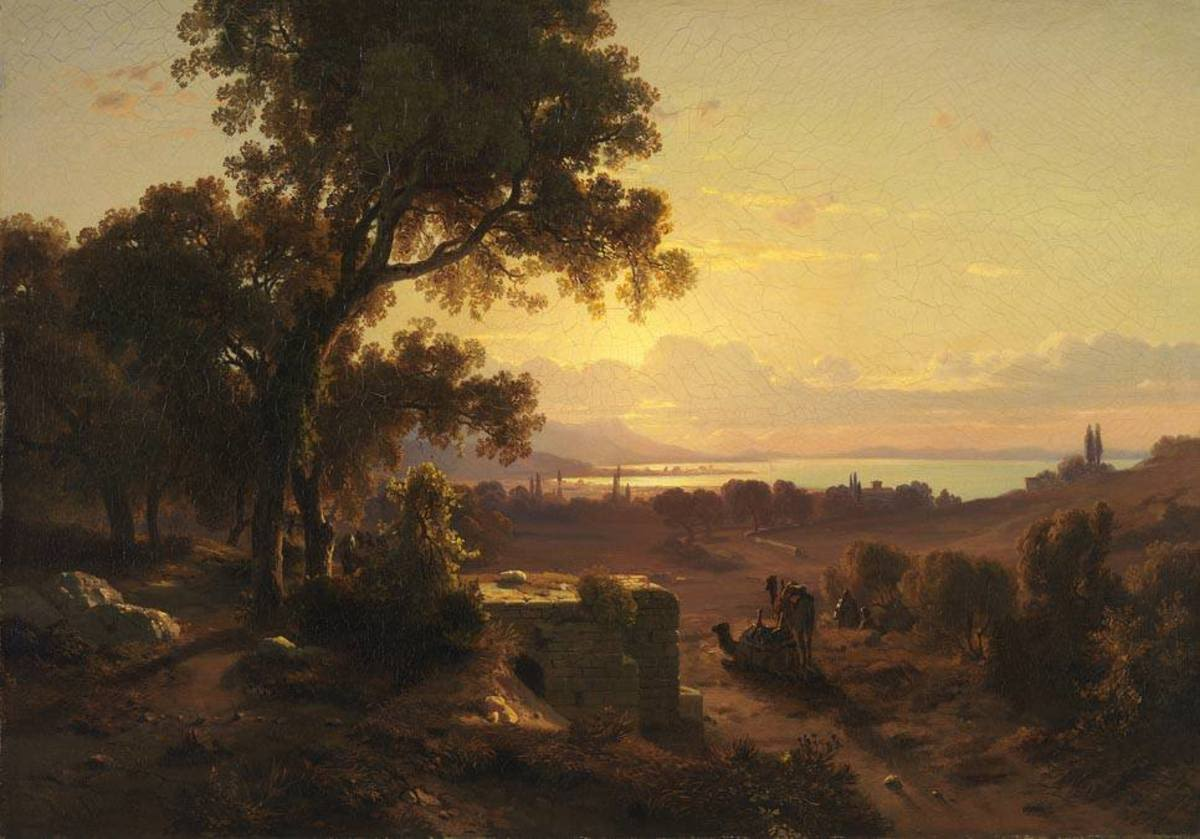
Вид на Смирну на фоне каравана.
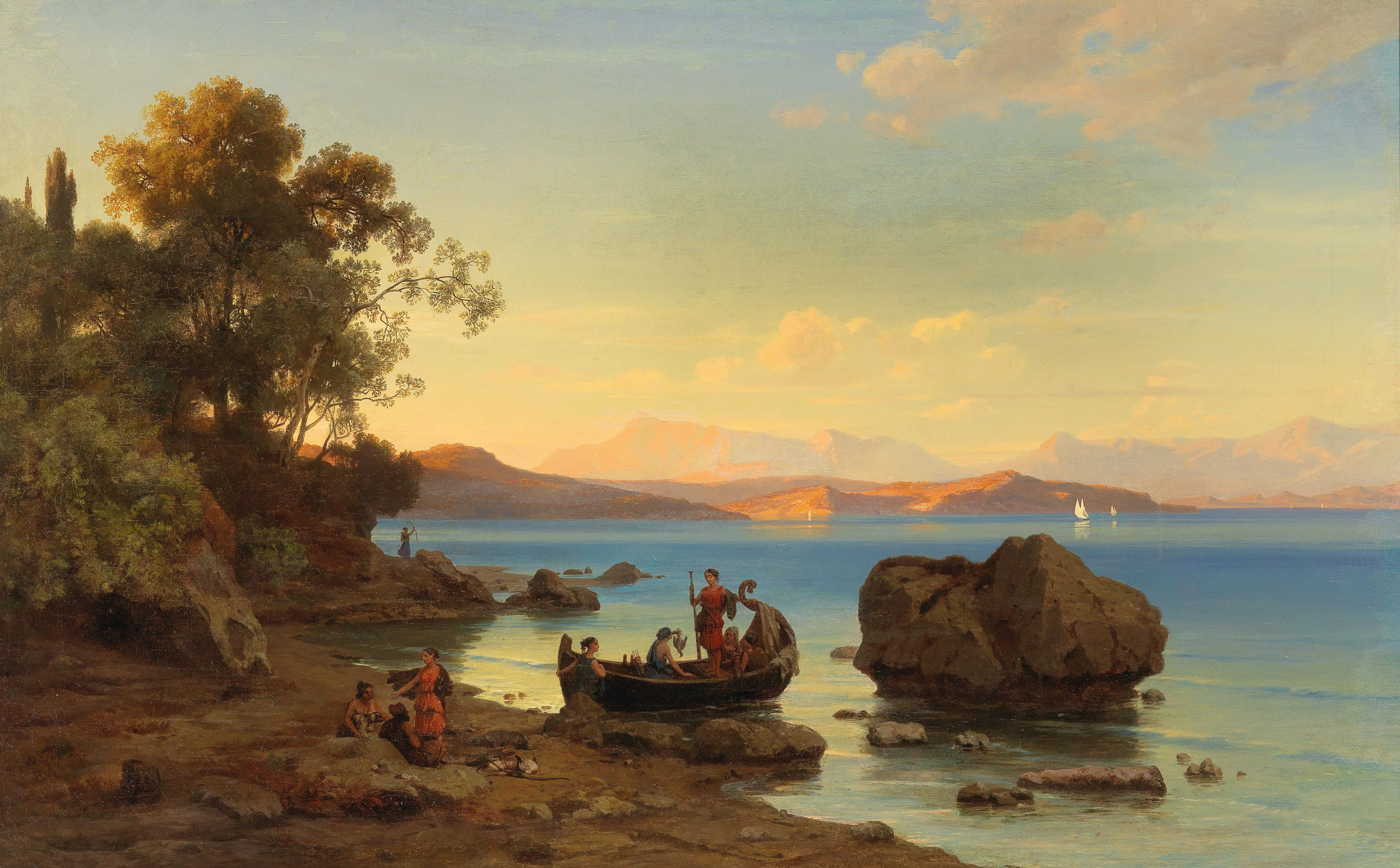
Вымышленный пейзаж с Амазонками.
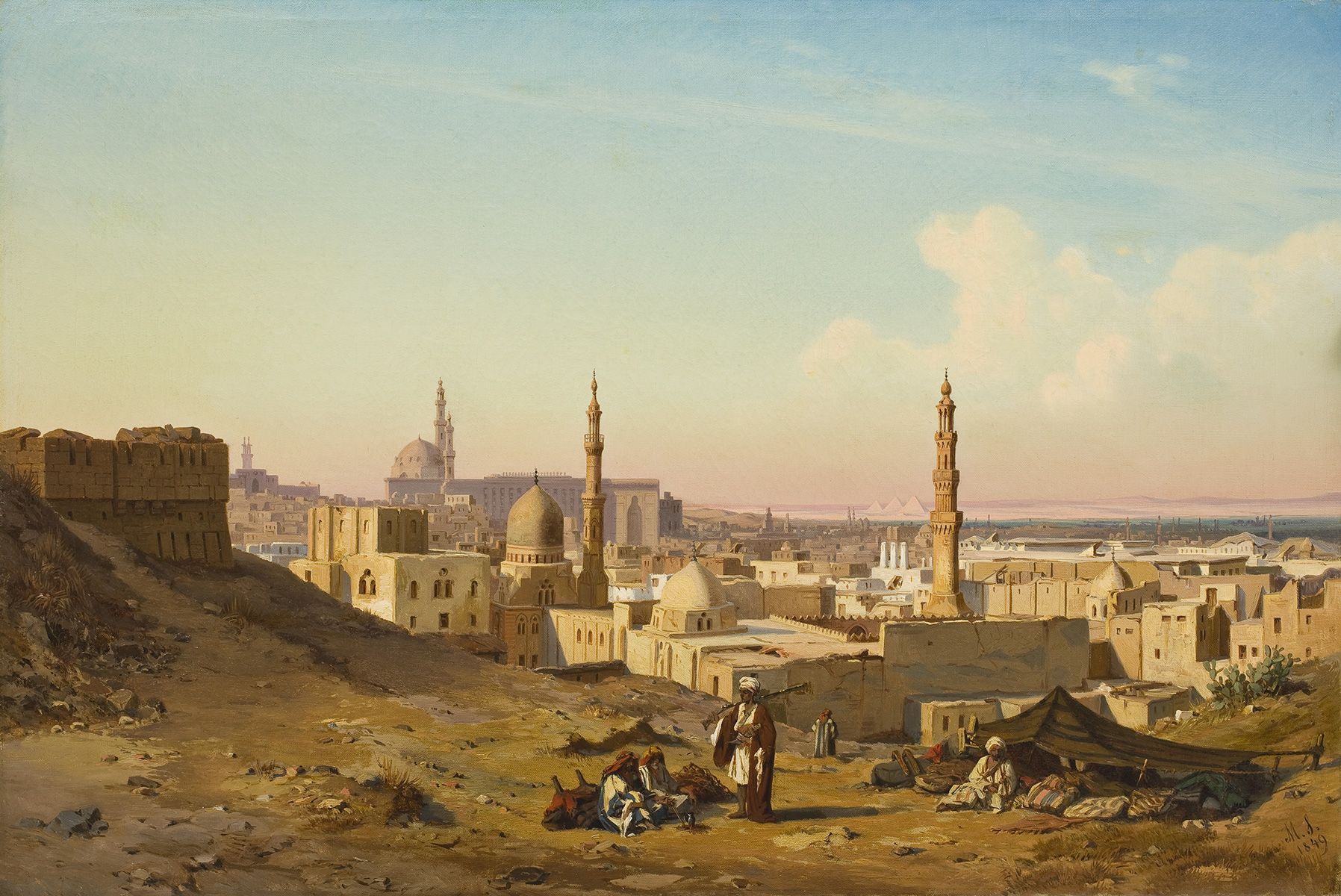
Привал бедуинов около Каира.
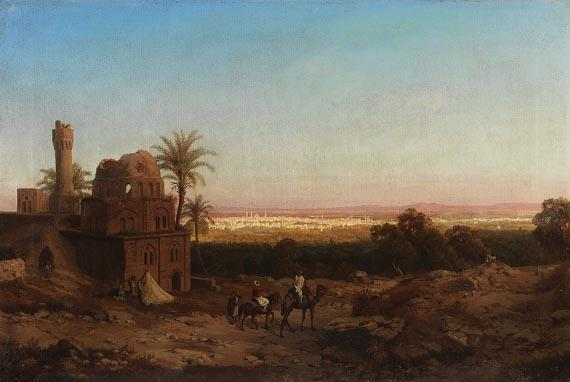
Вид на Каир.
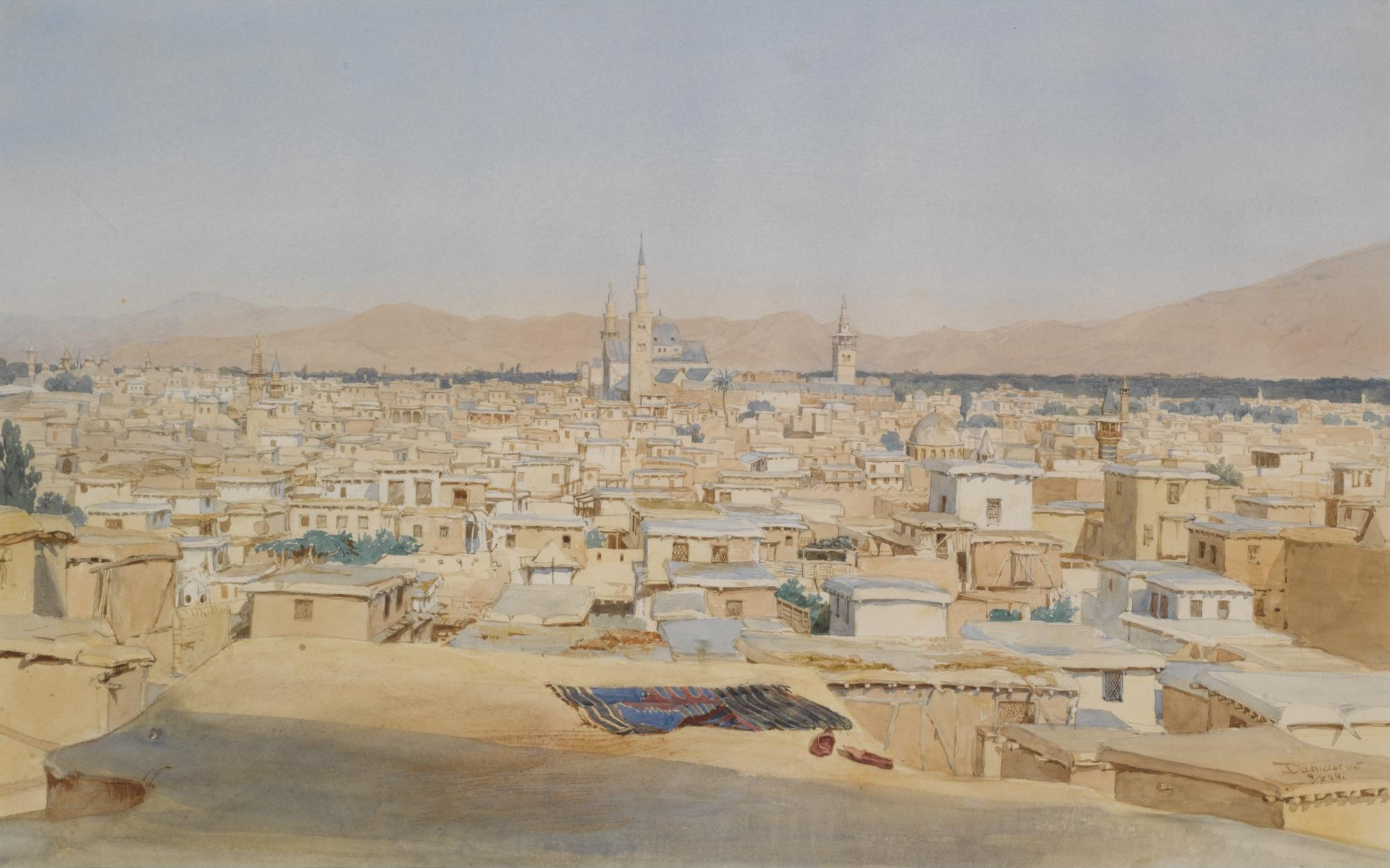
Вид на Дамаск.
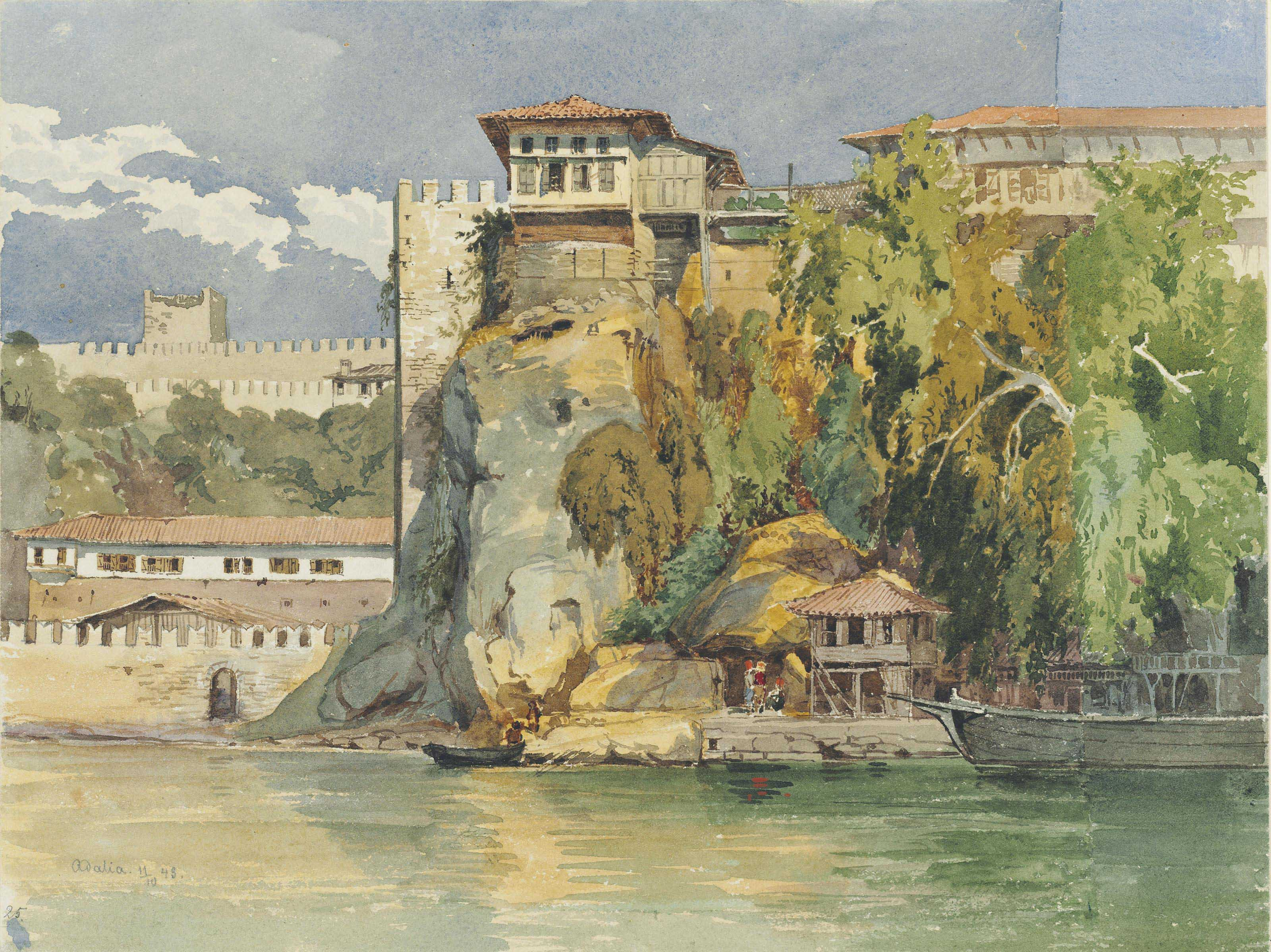
Анталья.
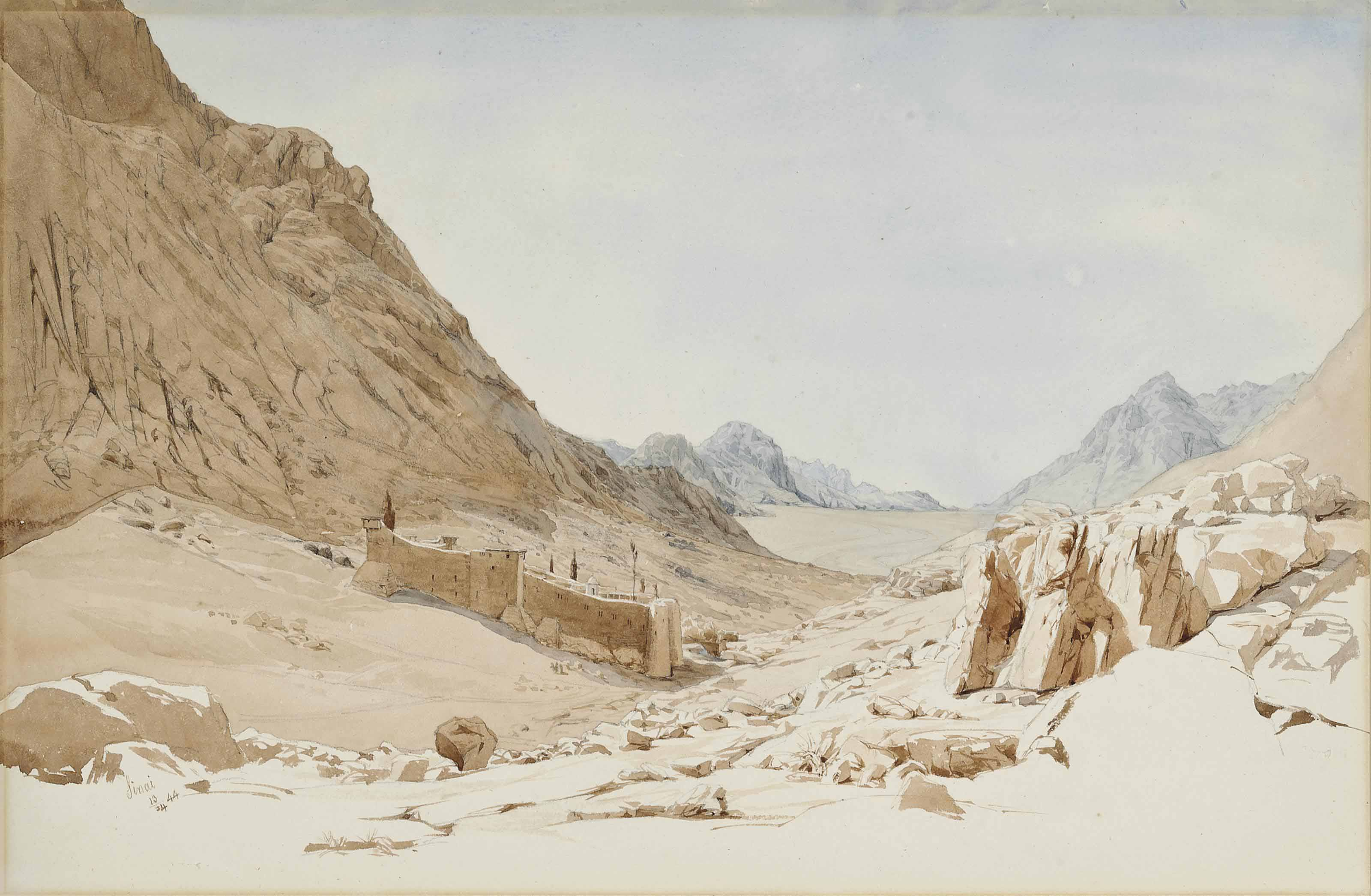
Монастырь Святой Екатерины, Синай.
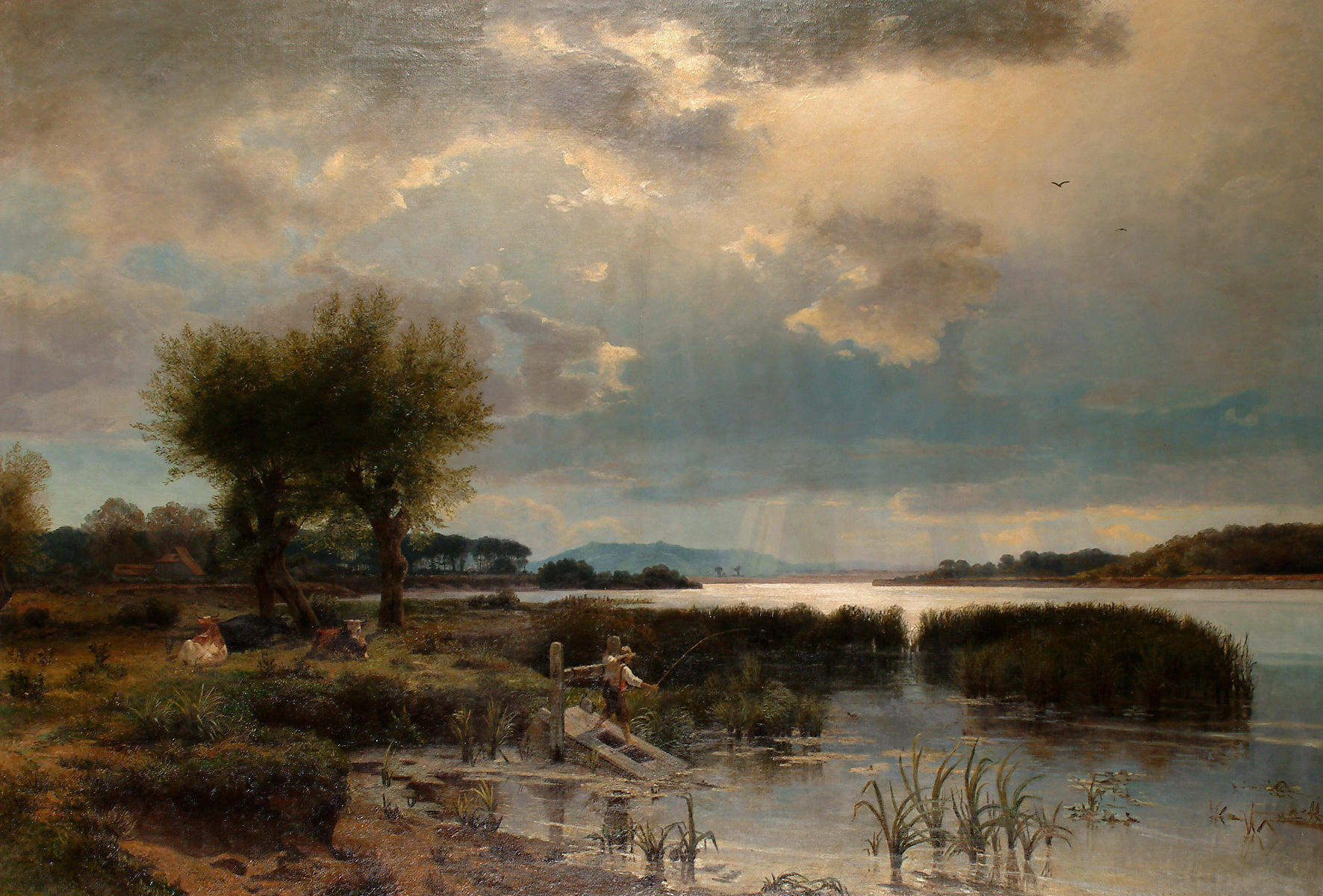
Немецкий пейзаж с озером и рыбачащими детьми.